# Narathura styx
Narathura styx är en fjärilsart som beskrevs av Evans 1957. Narathura styx ingår i släktet Narathura och familjen juvelvingar. Inga underarter finns listade i Catalogue of Life.